# Céphalothorax

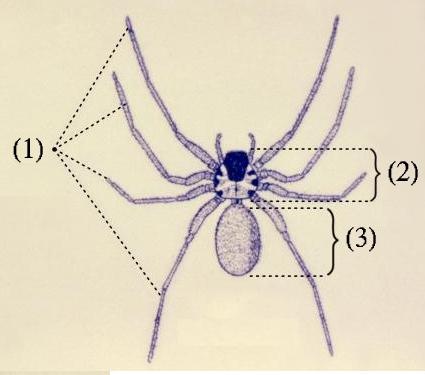
Anatomie d'une araignée. 1. pattes ; 2. céphalothorax ; 3. opisthosome.

Plan d'organisation d'un malacostracé: le céphalotorax inclut le céphalon et le péréion.

Le céphalothorax est la partie antérieure du corps de certains arthropodes (crustacés, araignées…) résultant de la fusion, au cours de l'évolution, des deux parties antérieures, la tête et le thorax. 
Le céphalothorax des araignées porte les organes visuels, les pattes ambulatoires (au nombre de huit), les pédipalpes, les chélicères, la bouche et les ganglions céphaliques.